# ماركو دومينغيز
ماركو دومينغيز هو لاعب كرة قدم كندي، ولد في 15 فبراير 1996 في مونتريال في كندا. شارك مع منتخب كندا تحت 17 سنة لكرة القدم. أما مع النوادي، فقد لعب مع FC Montreal ‏.

## وصلات خارجية
- ماركو دومينغيز على موقع قاعدة بيانات كرة القدم.إي يو (الإنجليزية)
- ماركو دومينغيز على موقع ناشيونال فوتبول تيمز (الإنجليزية)
- ماركو دومينغيز على موقع Soccerway.com (الإنجليزية)